# Guido Fischer (Grafiker)
Guido Fischer (* 3. November 1901 in Aarau; † 11. März 1972 ebenda, reformiert, heimatberechtigt in Aarau und Meisterschwanden) war ein Schweizer Maler, Zeichner, Grafiker und Glasmaler. Sein Werk umfasst Radierungen, Lithografien, Sgraffiti, Wandmalereien und Mosaiks, Figürliches, Bildnisse, Landschaften und Stillleben.

## Leben
Guido Fischer war ein Sohn des Goldschmieds Jonathan Fischer und der Fanny geborene Burger. 
Fischer absolvierte zwischen 1920 und 1921 ein Malereistudium in Paris, ab 1922 in München, von 1923 bis 1925 an der Kunstgewerbeschule Basel und schliesslich bis 1929 an verschiedenen Pariser Akademien.
Wieder in Aarau war er als freier Maler, Zeichner, Grafiker und Glasmaler tätig. Dazu wirkte er von 1941 bis 1970 als Konservator der Aargauischen Kunstsammlung, die er erweiterte. Ab 1959 hatte er die Museumsleitung des von ihm massgeblich geförderten neuen Aargauer Kunsthauses in Aarau inne. Der Bildhauer und Mitglied in der Kulturkommission Peter Hächler setzte sich dafür ein, dass Heiny Widmer der Nachfolger von Fischer wurde. 
In den Jahren  1952 bis 1961 amtierte Fischer als Zentralpräsident der GSMBA (Gesellschaft Schweizerischer Maler, Bildhauer und Architekten). Fischer setzte sich zudem für die schweizerische Kunstpflege, insbesondere diejenige des Aargaus ein. 
Guido Fischer heiratete 1924 Ida geborene Zulauf. Er verstarb am 11. März 1972 vier Monate nach Vollendung seines 70. Lebensjahres in seiner Geburtsstadt Aarau.